# Thecla sarita
Thecla sarita är en fjärilsart som beskrevs av Henry Skinner 1895. Thecla sarita ingår i släktet Thecla och familjen juvelvingar. Inga underarter finns listade i Catalogue of Life.